# 丰特德拉尔科
丰特德拉尔科，是西班牙埃斯特雷马杜拉巴达霍斯省的一个市镇。总面积115平方公里，总人口782人（2001年），人口密度7人/平方公里。